# Jestřábka
Jestřábka (nebo taky Jestřábí skála) je jeskyně, která se nachází v Křtinském údolí mezi městem Adamov a městysem Křtiny.

## Historie
Své jméno získala podle ptáků, kteří sídlí v této jeskyni. Po druhé světové válce zde probíhal do roku 1981 speleologický průzkum, který objevil mnoho nových prostor. V roce 1967 došlo k propojení jeskyně se sousední jeskyní V Habříčku a se systémem chodeb Kanibalky. V současné době je jeskyně pro veřejnost nepřístupná.
Nedaleko jeskyně se nachází památník partyzánům ze Křtin, kteří tu byli v posledních dnech války zastřeleni.